# 郓巨河
郓巨河，位于山东省西南部，是为减轻梁济运河的排水负担而于1972年开挖的人工河道，因流经郓城和巨野两县，故名。郓巨河北起郓城县东北的程屯镇李统庄，接支流丰收河上段来水，向南流至巨野县麒麟镇于楼村汇入洙赵新河。全长47.9公里，流域面积986平方公里。